# Damian Dąbrowski
Damian Dąbrowski (ur. 27 sierpnia 1992 w Kamiennej Górze) – polski piłkarz występujący na pozycji pomocnika w polskim klubie Zagłębie Lubin.

## Kariera
Dąbrowski rozpoczął karierę w Amico Lubin. W 2006 roku został zawodnikiem Zagłębia Lubin, w którego barwach w 2010 roku zadebiutował w polskiej Ekstraklasie. Rundę wiosenną sezonu 2011/12 spędził na wypożyczeniu w KS Polkowice. 2 sierpnia 2012 roku został wypożyczony na rok do Cracovii, która po tym okresie zdecydowała się zatrudnić Dąbrowskiego na stałe. 24 sierpnia 2019 został zawodnikiem Pogoni Szczecin. W sezonie 2020/2021 zajął z tą drużyną III miejsce w Ekstraklasie, zdobywając tym samym swój pierwszy medal w karierze. W czerwcu 2021 r. podpisał nowy, 3-letni kontrakt z Pogonią. W lipcu 2021 r., po odejściu z klubu Adama Frączczaka, Dąbrowski został nowym kapitanem Pogoni.
W reprezentacji Polski zadebiutował 14 listopada 2016 w zremisowanym 1:1 meczu ze Słowenią.

## Statystyki kariery
Aktualne na 9 stycznia 2022 r.
| Klub                | Sezon              | Liga               | Liga  | Liga   | Puchar krajowy | Puchar krajowy | Europa | Europa | Suma  | Suma   |
| Klub                | Sezon              | Liga               | Mecze | Bramki | Mecze          | Bramki         | Mecze  | Bramki | Mecze | Bramki |
| ------------------- | ------------------ | ------------------ | ----- | ------ | -------------- | -------------- | ------ | ------ | ----- | ------ |
| Zagłębie Lubin      | 2009/2010          | Ekstraklasa        | 2     | 0      | 0              | 0              | –      | –      | 2     | 0      |
| Zagłębie Lubin      | 2010/2011          | Ekstraklasa        | 16    | 0      | 0              | 0              | –      | –      | 16    | 0      |
| Zagłębie Lubin      | 2011/2012          | Ekstraklasa        | 9     | 0      | 1              | 0              | –      | –      | 10    | 0      |
| Zagłębie Lubin      | Łącznie w Zagłębiu | Łącznie w Zagłębiu | 27    | 0      | 1              | 0              | 0      | 0      | 28    | 0      |
| KS Polkowice (wyp.) | 2011/2012          | I liga             | 11    | 1      | 0              | 0              | –      | –      | 11    | 1      |
| Cracovia (wyp.)     | 2012/2013          | I liga             | 25    | 0      | 1              | 0              | –      | –      | 26    | 0      |
| Cracovia            | 2013/2014          | Ekstraklasa        | 31    | 2      | 0              | 0              | –      | –      | 31    | 2      |
| Cracovia            | 2014/2015          | Ekstraklasa        | 36    | 1      | 3              | 0              | –      | –      | 39    | 1      |
| Cracovia            | 2015/2016          | Ekstraklasa        | 25    | 1      | 3              | 0              | –      | –      | 28    | 1      |
| Cracovia            | 2016/2017          | Ekstraklasa        | 31    | 4      | 0              | 0              | 2      | 0      | 33    | 4      |
| Cracovia            | 2017/2018          | Ekstraklasa        | 3     | 0      | 0              | 0              | –      | –      | 3     | 0      |
| Cracovia            | 2018/2019          | Ekstraklasa        | 24    | 0      | 1              | 0              | –      | –      | 25    | 0      |
| Cracovia            | 2019/2020          | Ekstraklasa        | 0     | 0      | 0              | 0              | 2      | 0      | 2     | 0      |
| Cracovia            | Łącznie w Cracovii | Łącznie w Cracovii | 175   | 8      | 8              | 0              | 4      | 0      | 187   | 8      |
| Pogoń Szczecin      | 2019/2020          | Ekstraklasa        | 26    | 0      | 2              | 0              | –      | –      | 28    | 0      |
| Pogoń Szczecin      | 2020/2021          | Ekstraklasa        | 26    | 0      | 3              | 0              | –      | –      | 29    | 0      |
| Pogoń Szczecin      | 2021/2022          | Ekstraklasa        | 14    | 1      | 1              | 0              | 2      | 0      | 17    | 1      |
| Pogoń Szczecin      | Łącznie w Pogoni   | Łącznie w Pogoni   | 66    | 1      | 6              | 0              | 2      | 0      | 74    | 1      |
| Łącznie w karierze  | Łącznie w karierze | Łącznie w karierze | 279   | 10     | 15             | 0              | 6      | 0      | 300   | 10     |

## Statystyki kariery reprezentacyjnej
(aktualne na dzień 14 listopada 2016)
| Reprezentacja | Rok     | Mecze | Bramki |
| ------------- | ------- | ----- | ------ |
| Polska        | 2016    | 1     | 0      |
| Ogólnie       | Ogólnie | 1     | 0      |

| Mecze i gole w reprezentacji | Mecze i gole w reprezentacji | Mecze i gole w reprezentacji | Mecze i gole w reprezentacji | Mecze i gole w reprezentacji | Mecze i gole w reprezentacji | Mecze i gole w reprezentacji |
| Lp.                          | Data                         | Miasto                       | Przeciwnik                   | Gol                          | Wynik                        | Rozgrywki                    |
| ---------------------------- | ---------------------------- | ---------------------------- | ---------------------------- | ---------------------------- | ---------------------------- | ---------------------------- |
| 1.                           | 14.11.2016                   | Wrocław, Polska              | Słowenia                     |                              | 1:1                          | towarzyski                   |

## Sukcesy
Pogoń Szczecin
- III miejsce w Ekstraklasie: 2020/2021